# Türkiye Komünist İşçi Partisi
Die Türkiye Komünist İşçi Partisi  (türkisch für Kommunistische Arbeiterpartei der Türkei, TKİP) ist eine türkische kommunistische Partei.
Die TKİP ist in der Türkei verboten. Gefangene der TKİP nahmen am Hungerstreik im Jahr 2000 teil. Die TKİP gibt folgende Zeitschriften heraus: Ekim (Oktober), Kızıl Bayrak (Rote Fahne), Ekim Gençliği (Oktoberjugend) und Kamu Emekçileri Bülteni (Arbeiterbulletin).

## Geschichte
1988 spaltete sich die Gruppierung Revolutionäre Kommunistische Partei der Türkei/Leninisten (türkisch: Türkiye Devrimci Komünist Partisi-Leninist Kanat TDKP/LK) von der Gruppierung Revolutionäre Kommunistische Partei der Türkei TDKP ab.
Später benannte sie sich um in EKİM (deutsch: Oktober).
Im November 1998 benannte sie sich die EKİM um in TKİP.